# Epône
Epône – miejscowość i gmina we Francji, w regionie Île-de-France, w departamencie Yvelines. Przez miejscowość przepływa Sekwana. 
Według danych na rok 1990 gminę zamieszkiwało 6706 osób, a gęstość zaludnienia wynosiła 525 osób/km² (wśród 1287 gmin regionu Île-de-France Epône plasuje się na 285. miejscu pod względem liczby ludności, natomiast pod względem powierzchni na miejscu 248.).